# 幸代彩里
幸代 彩里（ゆきしろ あやり）は日本の元女性声優。主にアダルトゲームに声をあてていた。

## 出演作品

### ゲーム

#### 2003年
- いっぱいしましょ（西大路 莉子）
- 激しくボテ腹! 〜センパイ、私のコ、認めてくださいっ!!〜（桔梗）
- 派遣制服（新本 まなみ）
- 狭間の月（河内 真由）

#### 2004年
- Sweet and Sweet（野木原 あかね）
- ぷるるんカフェ（高原 美月）

#### 2005年
- 偽りの教室（君塚 久美子）

#### 2006年
- 女将・美紗緒 「叔母さん、今夜も牝になるのね……」（和倉 綾音）
- くのいち・咲夜 「忍びし想いは恥辱に濡れて……」（蛍）
- 催眠彼女（美樹里 絵利理）
- ふぃぎゅ@メイト（ハセガワ、オペレーター）[2]

#### 2007年
- 淫渦学園大戦 〜女子校生淫辱〜（紫藤 玲羅）
- 蹂躙 〜じゅうりん〜（樋口 ありす）
- ふぃぎゅ@謝肉祭(カーニバル)（ハセガワ）[3]
- 魔法戦士シンフォニックナイツ（百合瀬 凛々奈/シンフォニックリリー）[4]

#### 2008年
- セイクリッド グラウンド（シンフォニックリリー）
- 電波の奴隷（川村 珠理）
- 魔法戦士レムティアナイツ（百合瀬 凛々奈/シンフォニックリリー）

#### 2009年
- 来てね! 魔法戦士の学園祭 -FANDISCの乙女たち-（シンフォニックリリー）

#### 2010年
- エグゼクター スクリプト（凪城 唯）

#### 2012年
- 操心術0（Rei、安芸 陽香、皆本 英子、笹原 千草、双葉 すもも、放送部女子）[5]